# 왕자와 거지

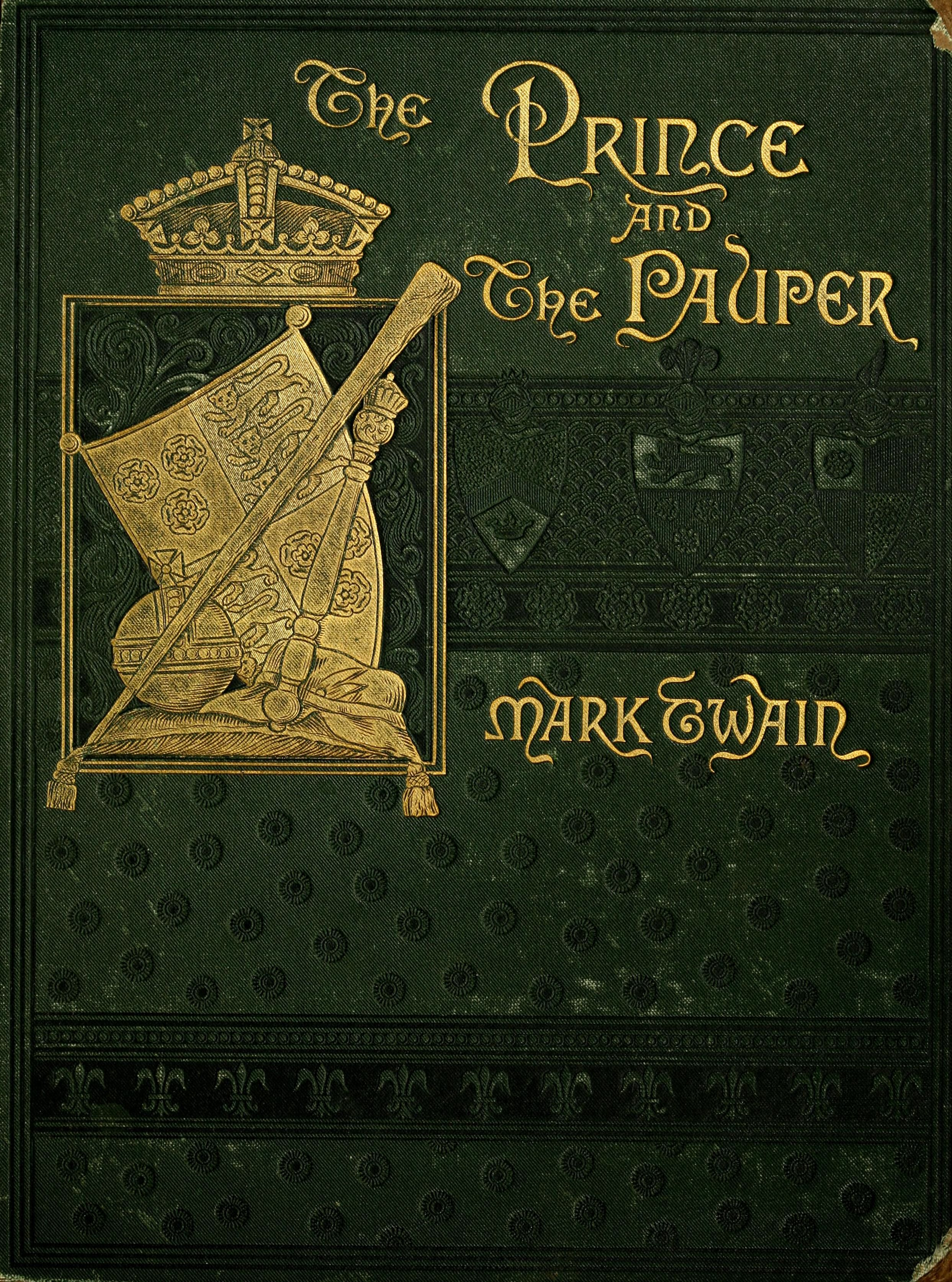
초판 앞면 커버

왕자와 거지(The Prince and the Pauper)는 미국의 작가 마크 트웨인의 아동 소설이다. 이 소설은 1882년 미국에서 출간되기 전인 1881년 캐나다에서 처음 출간되었다. 이 소설은 역사 소설에 대한 트웨인의 첫 번째 시도를 나타낸다. 줄거리는 1547년 영국의 에드워드 6세의 즉위와 학대적이고 알코올 중독인 아버지와 함께 살고 있는 런던의 가난뱅이인 닮은 톰 캔티와의 상호작용에 관한 것이다.

## 내용
톰 캔티는 거지 술중독자 존 캔티의 아들로 오팔가의 빈민가에 태어났고 에드워드 6세는 영국의 왕 헨리 8세의 아들로 궁전에서 태어났는데, 둘은 같은 해 같은 날에 태어났다. 톰은 아버지 존 캔티의 강요로 동냥생활을 했으나 같은 마을에 사는 앤드루라는 신부에게 가서 책을 읽거나 라틴어를 배웠다. 책을 읽으면서 톰은 왕자를 동경하게 되었다. 왕자를 동경하던 톰은 어느 날, 오팔 가를 벗어나 왕자가 사는 궁전에 오게 되었다. 거지 톰을 본 문지기는 톰에게 거칠게 폭행을 가했다. 그것을 본 왕자가 와서 문지기 병사를 엄하게 꾸짖고 톰을 자기의 방으로 데리고 좋은 음식을 가져오라고 명령하여 톰이 마음껏 먹도록 하고 톰과 이야기를 하면서 왕자는 톰의 생활에 흥미를 느끼게 되었다. 에드워드는 서로 옷을 바꾸어 입자고 톰에게 제안하고 둘은 서로 옷을 바꾸어 입었다.
톰과 옷을 바꿔 입은 에드워드 6세 왕자가 밖으로 나가자, 문지기는 에드워드6세가 톰이라고 생각하고 왕자에게 폭행을 가하고 쫓아냈다. 왕자는 밤이 되도록 거리를 해매다가 술에 취한 톰의 아버지 존 캔티를 만나 자기가 왕자라고 말했으나 톰의 아버지 존 캔티는 에드워드 왕자를 붙잡아 자기 집으로 끌고 갔다. 에드워드 왕자가 존 캔티에게 강제로 끌려가는 모습을 본 앤드루 신부는 존 캔티가 에드워드 6세를 가혹하게 다루는 것을 말리려다가 그에게 몽둥이로 머리를 맞아 죽게 되었다.
궁전에 남은 톰은 궁전 사람들에게 자기는 왕자가 아니고 거지라고 신분을 밝혔지만, 궁전 사람들은 왕자가 정신이 이상해졌다고 생각했다. 병상에 누워있던 왕자의 아버지 헨리 8세는 왕자가 미쳤다는 이야기를 하지 못하도록 엄명을 내렸고 병상에서 톰을 만난 헨리 8세는 톰을 에드워드 왕자로 생각하여 톰에게 프랑스어를 말하고 자기가 톰에게 말한 프랑스어를 통역해보라고 말했으나 톰이 헨리 8세가 말하는 프랑스어를 통역하지 못하고 톰이 자기는 왕자가 아니고 어머니와 누나들이 있는 자기의 집으로 보내달라고 말하는 것을 보고 왕자의 정신이 이상해졌다고 실망했다. 이후 에드워드 왕자의 아버지 헨리 8세가 죽자 새로운 왕이 등극하는 것을 축하하는 자리에 톰과 왕족들이 참석했다.
존 캔티에게 잡혀 그의 집에 끌려온 에드워드 6세는 존 캔티에게 맞고 시달렸으나 톰의 어머니는 에드워드가 톰이 아니라는 것을 알았다. 존 캔티에게 머리를 맞은 앤드루 신부가 죽었다는 소식을 들은 존 캔티는 에드워드 6세의 손목을 붙집고 집에서 나와 달아나다가 길에서 술주정뱅이를 만나 술주정뱅이가 강요하는 술통에 든 술을 마시려고 에드워드의 손목을 잡았던 그의 손을 놓아 에드워드6세는 존 캔티로부터 달아나 새 왕이 등극한 것을 축하하는 축제에 참여한 군중들에게 자기가 왕자라고 외쳤으나 군중들의 비웃움만 샀는데 그 때 에드워드 6세는 마일스 헨든이란 사내의 도움으로 자기를 놀리는 군중들로부터 벗어난 뒤 그와 길을 가다가 아버지 헨리 8세가 죽었다는 소식을 듣고 슬퍼했다. 에드워드 6세는 아버지의 사망으로 왕(에드워드 6세)이 되었지만, 거지꼴에 인정받지 못하는 신세였다. 군중 속으로 사라진 에드워드 6세를 찾던 존 캔티는 마일스와 같이 있는 그를 보고 잡으려 했으나 마일스 헨든의 제지로 포기했다. 마일스 헨든은 왕을 자기의 방으로 안내하여 음식을 먹이고, 왕에게 자기 가족사를 들려주고 왕과 다른 자리에서 잤다.
다음 날, 마일스 헨든은 왕이 잠에서 깨기 전에 밖에 나가 헌 옷 가게에서 왕이 입을 옷 한 벌을 사와 왕의 침대로 갔지만 에드워드 6세는 존 캔티가 보낸 불량배에게 속아 이미 밖으로 나갔다. 마일스 헨든은 에드워드6세를 찾아 나섰다. 존 캔티가 보낸 휴고에게 속은 에드워드6세는 존 캔티와 거지 소굴로 들어가 갖은 고생을 하였다. 거지 소굴의 두목의 명령으로 심부름을 나온 에드워드 6세는 자기를 특히 괴롭히던 후우고를 따돌리고 도망쳤다. 도망친 에드워드는 숲속 불빛을 향해 걸어들어 갔는데, 거기에는 조그만 오두막에 노인이 살고 있었다. 그 노인은 에드워드로부터 영국의 왕 에드워드 6세라는 말을 듣고 자기를 대천사라고 소개하였다. 노인은 에드워드에게 다정하게 대해 주었으나, 에드워드 6세가 자기의 수도원을 파괴하고 교황이 되지 못하게 만든 헨리 8세의 아들이라는 것을 듣고 에드워드가 잠든 뒤 꽁꽁 묶고 살해하려 하였다. 때마침, 마일스 헨든이 나타나자 노인이 마일스를 따돌리려고 밖으로 나간 사이 존 캔티와 휴고가 오두막에 찾아와 에드워드 6세의 결박을 풀고 다시 자기들의 소굴로 끌고 갔다. 존 캔티에게 끌려간 에드워드는 휴고가 꾸민 계락에 말려들어 도둑으로 몰려 감옥으로 가게 되었으나, 마일스 헨든을 만나 거지 소굴을 탈출하고 그의 고향집으로 함께 갔다. 그러나, 마일스 헨든의 동생 휴 헨든은 마일스 헨든을 매우 냉대하고 그와 크게 싸운 후 마일스 헨든과 에드워드 6세를 감옥에 가게 한다.
마일스 헨든과 감옥에서 나온 에드워드 6세는 대관식 전날에 궁전으로 들어가서 대관식 당일 톰의 머리에 왕관이 씌워지기 직전 대관식장에 나타나 자신이 진짜 왕이라고 말하고 톰도 에드워드가 진짜 왕이라고 밝혔다. 대관식에 참석한 사람들은 에드워드 6세의 얼굴과 톰의 얼굴이 매우 닮은 것을 보고 크게 놀라면서도 에드워드가 진짜 왕인지를 의심했으나, 행방이 묘연했던 옥새가 어디 있는지 에드워드 6세가 말하면서 에드워드 6세는 영국의 국왕으로 왕관을 썼다.
국왕이 된 에드워드 6세는 자기를 도와준 마일스 헨든에게 켄트주의 백작작위를 주고, 톰은 육아원 원장이 되게 하고, 가혹한 법률들을 폐지시켰다.

## 주인공
- 톰 캔티

오펄 가에 사는 착한 거지 소년이다. 왕자를 만나 그와 옷을 바꿔 입고 왕 노릇을 하게 된다. 진짜 왕이 밝혀져 육아원 원장으로 재직하여 행복하게 살아간다.
- 에드워드 6세

헨리 8세의 아들이자 영국의 왕자, 국왕이 됨. 거지 소년 톰과 옷을 바꾸어 입고 온갖 고생을 하다가 다시 왕의 자리로 복귀한다.
- 허트포드 경

에드워드 6세의 외삼촌이다. 서머셋 공작이 된다. 헨리 8세가 승하 한 뒤 왕을 도와 섭정을 한다.
- 헨리 8세

에드워드 6세의 아버지이자 영국의 국왕이다. 폭정으로 나라를 다스리지만, 아들을 사랑한다. 아들이 가짜인줄도 모르고 승하한다.
- 존 캔티

톰의 난폭한 아버지이자 도둑. 앤드루 신부를 살해한 후에 도망쳐서 방랑 생활을 하게 된다.
- 마일스 헨든

켄트 주에 살았던 귀족이다. 동생 휴 헨든의 계략으로 집에서 쫓겨나 온갖 고생을 하다가 에드워드를 만나 그를 도와 준다. 에드워드가 왕이 된 이후에 백작이 된다.
- 휴 헨든

마일스 헨든의 악독한 동생이다. 아버지의 재산을 가로채기 위해 마일스 헨든을 쫓아 내고, 에디스까지 차지하려 한다.
- 에디스

마일스 헨든이 사랑하는 여자. 휴 헨든에게 속았지만, 이후 진실을 알게 되고, 마일스 헨든과 결혼한다.

## 차례
- 1장 톰과 에드워드
- 2장 톰, 왕자를 만난다
- 3장 거지가 된 왕자
- 4장 왕자가 된 톰
- 5장 미친 왕자
- 6장 사라진 옥새
- 7장 가짜 왕 탄생
- 8장 떠돌이 무사 마일스 헨든
- 9장 유괴된 왕
- 10장 정치를 하는 톰
- 11장 바보나라 왕 푸푸 1세
- 12장 심부름하는 왕
- 13장 이상한 노인
- 14장 도둑 누명을 쓴 왕
- 15장 헨든의 집
- 16장 충신 헨든
- 17장 나는 그대를 알지 못하노라
- 18장 대관식
- 19장 에드워드 6세
- 20장 그 뒷이야기

## 한국 내 관련 출판 도서
해당 소설은 한국어로 번역이 되었고, 2010년 현재 절찬리에 판매중이다. 번역된 도서들은 다음과 같다.
- 《왕자와 거지》, 이희재 역, 시공주니어, 2002년 4월 15일 출판 (ISBN 89-527-2349-X)
- 《왕자와 거지》, 이선화 역, 대교출판, 2002년 11월 25일 출판 (ISBN 89-395-1494-7)

## 참고 문헌
- https://www.amazon.com/Prince-Pauper-Bantam-Classics/dp/0553212567
- http://www.gutenberg.org/etext/1837
- http://mybox.happycampus.com/esoolove/4766398